# Fort Tompkins
Koordinaten: 40° 36′ 0″ N, 74° 3′ 40″ W
Fort Tompkins ist ein Fort auf Staten Island in New York, und es wurde 1860 erbaut. Die Stätte wurde jedoch bereits 1663 mit einem Blockhaus erstmals befestigt. Während des Amerikanischen Unabhängigkeitskriegs bestand hier eine Redoute des Flagstaff Fort (1776), die von den Briten eingenommen, vergrößert und bis 1783 verwendet wurde. Der Bundesstaat New York errichtete von 1807 bis 1812 eine aus Steinen gemauerte Festung. Zu Beginn der 1840er Jahre schlug Cpt. Robert E. Lee, der in Fort Hamilton stationiert war, einen Umbau des Forts auf Staten Island vor. Dies wurde 1860 vorgenommen. Es kontrollierte die Forts Morton, Hudson und Richmond (Water Battery, später Battery Weed). Das Fort war das letzte der vier Forts in den Vereinigten Staaten, die den Namen Fort Tompkins tragen.
1974 wurde das Fort in das National Register of Historic Places eingetragen.